# 盧善恩
盧善恩（英語：Lo Sin Yan Happy，2003年2月25日—），本名鄭善恩，香港女子羽毛球運動員。

## 簡歷
盧善恩就讀拔萃女書院時，曾在全港學界羽毛球精英賽達成女單三連霸，2021年奪得全港青少年羽毛球錦標賽女單冠軍。
盧善恩自2014年開始參加青少年錦標賽，曾於2019年遠川YONEX韓國青少年國際公開挑戰賽奪得U17女單冠軍。2020年，她在參加的最後一場青少年錦標賽——德國青少年國際大獎賽闖進半決賽。盧善恩因其於青少年國際賽的表現獲頒「香港傑出青少年運動員」。
2022年起，盧善恩開始參加成人組賽事，於同年的克羅地亞公開賽首次闖進半決賽。在2023年，十站賽事半數奪牌而歸，亦於瑞典羽毛球公開賽和奧迪沙羽毛球大師賽獲銀。

### 2024年：獲得奧運資格
2024年，於伊朗國際挑戰賽奪得成人國際賽首冠，並獲得奧運資格，將首次征戰奥運。
7月，盧善恩代表中國香港參加2024年奧運羽毛球比賽，於小組賽先後不敵巴西代表維埃拉及泰國代表革通，兩戰兩敗無緣晉級。

## 主要比賽成績
只列出曾進入準決賽的國際賽事成績：
| 年份   | 賽事                   | 公開賽級別 | 項目     | 成績   |
| ------ | ---------------------- | ---------- | -------- | ------ |
| 2022年 | 克羅地亞公開賽         | 國際系列賽 | 女子單打 | 準決賽 |
| 2023年 | 盧森堡羽毛球公開賽     | 國際系列賽 | 女子單打 | 準決賽 |
| 2023年 | 瑞典羽毛球公開賽       | 國際系列賽 | 女子單打 | 亞軍   |
| 2023年 | 印尼泗水羽球國際挑戰賽 | 國際系列賽 | 女子單打 | 準決賽 |
| 2023年 | 吉隆坡羽球大師賽       | 國際系列賽 | 女子單打 | 準決賽 |
| 2023年 | 奧迪沙羽毛球大師賽     | 超級100賽  | 女子單打 | 亞軍   |
| 2024年 | 伊朗羽毛球國際挑戰賽   | 國際挑戰賽 | 女子單打 | 冠軍   |
| 2024年 | 哈薩克羽毛球國際挑戰賽 | 國際挑戰賽 | 女子單打 | 準決賽 |

| 2018-2026年 | 總決賽 | 超級1000賽 | 超級750賽 | 超級500賽 | 超級300賽 | 超級100賽 | 國際挑戰賽 | 國際系列賽 | 未來系列賽 | 其他 |

### 奧運會和世錦賽參賽紀錄
|          | 2024       |
| -------- | ---------- |
| 女子單打 | 小組第三名 |

## 個人
盧善恩的英文名「Happy」為其母望其「每天都開心」而得。